# Peanuts
Peanuts és el nom d'una sèrie de còmics escrits i dibuixats per Charles Schulz. Està centrada en una colla de nens americans i les seves tires van ser publicades en diversos diaris de tot el món des del 1950, donant peu a derivats com una sèrie de dibuixos animats que va rebre un premi Emmy.

## Trama
Els nens surten a la vorera dels carrers, a la pista de beisbol o als pupitres de l'escola i usualment estan en una situació d'infelicitat o d'incomprensió cap al món adult. Les relacions d'amor mai no són correspostes, malgrat les declaracions explícites dels nens.

## Personatges principals
- Charlie Brown: és el protagonista de la sèrie, un noi tímid, maldestre a qui res no li surt bé. Representa l'antiheroi per excel·lència. Intenta liderar l'equip de beisbol, que mai no guanya.
- Snoopy: és el gos del Charlie, adopta diferents rols com el d'aviador, advocat o escriptor. Es caracteritza per buscar el plaer, la vida fàcil i les ganes de fer la guitza a alguns amics del seu amo
- Linus: és el millor amic del protagonista, té una postura existencialista davant la vida i es caracteritza per estar sempre enganxat a una manta que li dona seguretat
- Lucy: germana de l'anterior, és una nena set-ciències i arrogant que vol ser la líder del grup. Es comporta d'una manera cínica, excepte amb el seu enamorat, Schroeder
- Sally: germana petita del Charlie, és una nena egoista que té problemes a l'escola (no li interessa gens) i que intenta atreure l'atenció del Linus. Sovint acaba deprimida parlant amb les parets o al consultori psiquiàtric de la Lucy
- Marcia: és una nena intel·ligent, que destaca a l'escola però que es mostra com a ingènua a la resta d'aspectes de la vida
- Patty: una nena molt esportista i un desastre a classe que manté una relació d'amor amb el Charlie. És la millor amiga de la Marcia
- Schroeder: un noi solitari que adora tocar el piano, especialment Beethoven
- Franklin: un noi afroamericà que s'ho passa bé fent esport i va a la classe de la Patty
- Pig-Pen: és un noi que surt sempre en un núvol de pols, aportant una dosi d'humor absurd a la tira
- Rerun: el germà petit del Linus, un nadó que va creixent (els altres no)
- Violeta: representa una nena snob i estirada que gaudeix humiliant en Charlie
- Spike: el germà de l'Snoopy, viu al desert amb l'única companyia d'un cactus. Apareixen més germans, però amb menys rellevància
- Emili (Woodstock): és un ocell amic del Snoopy que parla en un llenguatge que només el gos entén